# Клоссианы
Клоссианы (лат. Clossiana) — род дневных бабочек из семейства нимфалид. Некоторые авторы рассматривают в ранге подрода в роде Boloria. Включает свыше 35 видов, достигающий максимального разнообразия в северо-восточной Азии.

## Описание
Передние крылья с выгнутым внешним краем, край задних крыльев округлый. Нижняя сторона крыльев с небольшими перламутровыми пятнами или без них.
На передних крыльях жилка R1 не ветвится и берёт начало от центральной ячейки, R2, R3, R4, R5 имеют общий ствол, который также начинается от центральной ячейки. К переднему краю переднего крыла выходят жилки R1и R2, R3 выходит к вершине, а R4, R5 к внешнему краю. На заднем крыле жилка M3 и жилка Cu1 отходят от центральной ячейки в двух разных точках. У самцов на передних крыльях нет андрокониальных полей.

## Список видов
- Clossiana alberta (Edwards, 1890)
- Перламутровка ангарская Clossiana angarensis (Erschoff, 1870)
- Clossiana astarte[англ.] (Doubleday, 1848)
- Clossiana bellona[англ.] (Fabricius, 1775)
- Перламутровка хариклея Clossiana chariclea (Schneider, 1794)
- Перламутровка малая Clossiana dia (Linnaeus, 1767)
- Clossiana distincta (Gibson, 1920)
- Clossiana elatus (Staudinger, 1892)
- Clossiana epithore (Edwards, 1864)
- Перламутровка эрда Clossiana erda (Christoph, 1893)
- Clossiana erubescens (Staudinger, 1901)
- Перламутровка эвфросина Clossiana euphrosyne (Linnaeus, 1758)
- Перламутровка фрейя Clossiana freija (Thunberg, 1791)
- Перламутровка фригга Clossiana frigga (Thunberg, 1791)
- Clossiana gong (Oberthür, 1884)
- Clossiana hakutozana (Matsumura, 1927)
- Перламутровка арктическая Clossiana improba (Butler, 1877)
- Перламутровка ифигения Clossiana iphigenia (Graeser, 1888)
- Clossiana jerdoni (Lang, 1868)
- Clossiana kriemhild (Strecker, 1879)
- Перламутровка Матвеева Clossiana matveevi Gorbunov et Korshunov, 1995
- Clossiana natazhati (Gibson, 1920)
- Перламутровка оскар Clossiana oscarus (Eversmann, 1844)
- Перламутровка Перри Clossiana perryi (Butler, 1882)
- Перламутровка селена Clossiana selene (Denis et Schiffermüller, 1775)
- Перламутровка селенида Clossiana selenis (Eversmann, 1837)
- Перламутровка таёжная Clossiana thore (Hübner, 1806)
- Перламутровка титания Clossiana titania (Esper, 1793)
- Перламутровка тритония Clossiana tritonia (Böber, 1812)